# Pehelysúlyú programtervezési minta
A számítástudományban a pehelysúlyú programtervezési minta, pehelysúlyú tervezési minta, vagy pehelysúlyú minta egy programtervezési minta. A pehelysúlyú objektum egy olyan objektum, amely minimalizálja memóriahasználatot azzal, hogy annyi adatot oszt meg, amennyi csak lehetséges más hasonló objektumokkal. Ez a nagyszámú objektumok használatának az a módja, mikor egy egyszerű ismételt reprezentáció használna fel el nem fogadható mennyiségű memóriát. Gyakran az objektum állapotának egyes részei megoszthatók, gyakorlatilag külső adatstruktúrákban tároljuk őket, és csak ideiglenesen adjuk át a pehelysúlyú objektumoknak a felhasználás során.
Egy klasszikus példa a pehelysúlyú minta használatára egy szövegszerkesztőben a karakterek grafikus reprezentációja. Kívánatos lenne, hogy egy dokumentumban minden karakter egy olyan írásjel objektum lenne, amely tartalmazza a font típusát, méretét, és más a kinézetével kapcsolatos adatot, de ez akár száz vagy ezer bájt is lehet karakterenként. E helyett minden karakterhez lenne egy referencia egy megosztott pehelysúlyú írásjel objektum, egy fajta karakternek minden példánya ugyanarra az objektumra mutatna a dokumentumban; plusz még minden karakter elhelyezkedését (a dokumentumban vagy az oldalon) kellene tárolni belsőleg az objektumban.
Egy másik példa a string internálás.
Más szövegkörnyezetben az identikus adatstruktúrák ötletét hash consing-nak is hívják.

## Története
A Programtervezési minták: Újrafelhasználható objektumorientált szoftver elemei tankönyv szerint
a pehelysúlyú mintát először Paul Calder és Mark Linton 1990-ben alkotta meg és vizsgálta teljeskörűen, hogy hatékonyan tudja kezelni az írásjel információkat egy WYSIWYG szövegszerkesztőben, habár hasonló technikákat már használtak más rendszerekben pl. a Weinand alkalmazás keretrendszerben (1988).

## Állandóság és egyenlőség
Azért, hogy lehetővé tegyük a pehelysúlyú objektumok biztonságos megosztást a kliensek és szálak között az objektumoknak megváltozhatatlannak kell lenniük. A pehelysúlyú objektumok definíció szerint értékkel rendelkező objektumok (angolul value objects). Ugyanannak az értéknek a két pehelysúlyú példányát azonosnak lehet tekinteni.
Lássuk például a C#-ban a következőt (operátor override ill. overloading):
```
public
 
class
 
CoffeeFlavour
 
{

    
private
 
readonly
 
string
 
_flavour
;

    
public
 
CoffeeFlavour
(
string
 
flavour
)
 
{

        
_flavour
 
=
 
flavour
;

    
}

    
public
 
string
 
Flavour
 
{

        
get
 
{
 
return
 
_flavour
;
 
}

    
}

    
public
 
override
 
bool
 
Equals
(
object
 
obj
)
 
{

        
if
 
(
ReferenceEquals
(
null
,
 
obj
))
 
return
 
false
;

        
return
 
obj
 
is
 
CoffeeFlavour
 
&&
 
Equals
((
CoffeeFlavour
)
obj
);

    
}

    
public
 
bool
 
Equals
(
CoffeeFlavour
 
other
)
 
{

        
return
 
string
.
Equals
(
_flavour
,
 
other
.
_flavour
);

    
}

    
public
 
override
 
int
 
GetHashCode
()
 
{

        
return
 
(
_flavour
 
!=
 
null
 
?
 
_flavour
.
GetHashCode
()
 
:
 
0
);

    
}

    
public
 
static
 
bool
 
operator
 
==
(
CoffeeFlavour
 
a
,
 
CoffeeFlavour
 
b
)
 
{

        
return
 
Equals
(
a
,
 
b
);

    
}

    
public
 
static
 
bool
 
operator
 
!=
(
CoffeeFlavour
 
a
,
 
CoffeeFlavour
 
b
)
 
{

        
return
 
!
Equals
(
a
,
 
b
);

    
}

}

```

## Párhuzamosság
Külön figyelmet kell fordítani a több szálon létrejövő pehelysúlyú objektumok esetére.
Ha az értékek listája előre ismert és véges, a pehelysúlyú komponensek idő előtt példányosíthatók és elkérhetők egy többszálú konténertől a versenyhelyzet nélkül. Ebben az esetben két lehetőségünk van:
1. A pehelysúlyú komponens példányosítása egyszálú, bevezetve a versenyhelyzetet és biztosítva az egy példányonkénti egy értéket.
2. A párhuzamos szálaknak megengedni, hogy készítsenek számos pehelysúlyú példányt, amely megszünteti a versenyhelyzetet és engedélyez több példányt értékenként. Ez a lehetőség csak akkor életképes, ha az egyenlőség kritériuma biztosított.

## C# példa
```
using
 
System.Collections.Concurrent
;

using
 
System.Collections.Generic
;

using
 
System.Threading
;

public
 
interface
 
ICoffeeFlavourFactory
 
{

    
CoffeeFlavour
 
GetFlavour
(
string
 
flavour
);

}

public
 
class
 
ReducedMemoryFootprint
 
:
 
ICoffeeFlavourFactory
 
{

    
private
 
readonly
 
object
 
_cacheLock
 
=
 
new
 
object
();

    
private
 
readonly
 
IDictionary
<
string
,
 
CoffeeFlavour
>
 
_cache
 
=
 
new
 
Dictionary
<
string
,
 
CoffeeFlavour
>
();

    
public
 
CoffeeFlavour
 
GetFlavour
(
string
 
flavour
)
 
{

        
if
 
(
_cache
.
ContainsKey
(
flavour
))
 
return
 
_cache
[
flavour
];

        
var
 
coffeeFlavour
 
=
 
new
 
CoffeeFlavour
(
flavour
);

        
ThreadPool
.
QueueUserWorkItem
(
AddFlavourToCache
,
 
coffeeFlavour
);

        
return
 
coffeeFlavour
;

    
}

    
private
 
void
 
AddFlavourToCache
(
object
 
state
)
 
{

        
var
 
coffeeFlavour
 
=
 
(
CoffeeFlavour
)
state
;

        
if
 
(
!
_cache
.
ContainsKey
(
coffeeFlavour
.
Flavour
))
 
{

            
lock
 
(
_cacheLock
)
 
{

                
if
 
(
!
_cache
.
ContainsKey
(
coffeeFlavour
.
Flavour
))
 
_cache
.
Add
(
coffeeFlavour
.
Flavour
,
 
coffeeFlavour
);

            
}

        
}

    
}

}

public
 
class
 
MinimumMemoryFootprint
 
:
 
ICoffeeFlavourFactory
 
{

    
private
 
readonly
 
ConcurrentDictionary
<
string
,
 
CoffeeFlavour
>
 
_cache
 
=
 
new
 
ConcurrentDictionary
<
string
,
 
CoffeeFlavour
>
();

    
public
 
CoffeeFlavour
 
GetFlavour
(
string
 
flavour
)
 
{

        
return
 
_cache
.
GetOrAdd
(
flavour
,
 
flv
 
=>
 
new
 
CoffeeFlavour
(
flv
));

    
}

}

```

### Egyszerű megvalósítás
A pehelysúlyú minta lehetővé teszi azon nagyméretű adatok megosztását, amelyek közösek minden objektumban. Más szavakkal, ha azt gondoljuk, hogy ugyanaz az adat ismétlődik minden objektumban, akkor érdemes használni ezt a mintát, egy mutatóval egy egyszerű objektumra mellyel egyszerűen helyet takarítunk meg. Jelen esetben a FlyweightPointer létrehoz egy statikus Company tagot, amely a MyObject minden példányában használható.
```
//IVSR: simple flyweight example in C#

    
// Defines Flyweight object which repeats itself.

    
public
 
class
 
FlyWeight

    
{

        
public
 
string
 
Company
 
{
 
get
;
 
set
;
 
}

        
public
 
string
 
CompanyLocation
 
{
 
get
;
 
set
;
 
}

        
public
 
string
 
CompanyWebSite
 
{
 
get
;
 
set
;
 
}

        
//Bulky Data

        
public
 
byte
[]
 
CompanyLogo
 
{
 
get
;
 
set
;
 
}
 

    
}

    
public
 
static
 
class
 
FlyWeightPointer

    
{

        
public
 
static
 
FlyWeight
 
Company
 
=
 
new
 
FlyWeight

        
{

            
Company
 
=
 
"Abc"
,

            
CompanyLocation
 
=
 
"XYZ"
,

            
CompanyWebSite
 
=
 
"www.abc.com"

        
};

    
}

    
public
 
class
 
MyObject

    
{

        
public
 
string
 
Name
 
{
 
get
;
 
set
;
 
}

        
public
 
FlyWeight
 
Company

        
{

            
get

            
{

                
return
 
FlyWeightPointer
.
Company
;

            
}

        
}

    
}

```

## Java példa
```
import
 
java.util.ArrayList
;

import
 
java.util.HashMap
;

import
 
java.util.List
;

import
 
java.util.Map
;

// Instances of CoffeeFlavour will be the Flyweights

class
 
CoffeeFlavour
 
{

  
private
 
final
 
String
 
name
;

  
CoffeeFlavour
(
String
 
newFlavor
)
 
{

    
this
.
name
 
=
 
newFlavor
;

  
}

  
@Override

  
public
 
String
 
toString
()
 
{

    
return
 
name
;

  
}

}

// Menu acts as a factory and cache for CoffeeFlavour flyweight objects

class
 
Menu
 
{

  
private
 
Map
<
String
,
 
CoffeeFlavour
>
 
flavours
 
=
 
new
 
HashMap
<
String
,
 
CoffeeFlavour
>
();

  
CoffeeFlavour
 
lookup
(
String
 
flavorName
)
 
{

    
if
 
(
!
flavours
.
containsKey
(
flavorName
))

      
flavours
.
put
(
flavorName
,
 
new
 
CoffeeFlavour
(
flavorName
));

    
return
 
flavours
.
get
(
flavorName
);

  
}

  
int
 
totalCoffeeFlavoursMade
()
 
{

    
return
 
flavours
.
size
();

  
}

}

class
 
Order
 
{

  
private
 
final
 
int
 
tableNumber
;

  
private
 
final
 
CoffeeFlavour
 
flavour
;

  
Order
(
int
 
tableNumber
,
 
CoffeeFlavour
 
flavor
)
 
{

    
this
.
tableNumber
 
=
 
tableNumber
;

    
this
.
flavour
 
=
 
flavor
;

  
}

  
void
 
serve
()
 
{

    
System
.
out
.
println
(
"Serving "
 
+
 
flavour
 
+
 
" to table "
 
+
 
tableNumber
);

  
}

}

public
 
class
 
CoffeeShop
 
{

  
private
 
final
 
List
<
Order
>
 
orders
 
=
 
new
 
ArrayList
<
Order
>
();

  
private
 
final
 
Menu
 
menu
 
=
 
new
 
Menu
();

  
void
 
takeOrder
(
String
 
flavourName
,
 
int
 
table
)
 
{

    
CoffeeFlavour
 
flavour
 
=
 
menu
.
lookup
(
flavourName
);

    
Order
 
order
 
=
 
new
 
Order
(
table
,
 
flavour
);

    
orders
.
add
(
order
);

  
}

  

  
void
 
service
()
 
{

    
for
 
(
Order
 
order
 
:
 
orders
)

      
order
.
serve
();
    

  
}

  

  
String
 
report
()
 
{

    
return
 
"\ntotal CoffeeFlavour objects made: "

        
+
 
menu
.
totalCoffeeFlavoursMade
();

  
}

  
public
 
static
 
void
 
main
(
String
[]
 
args
)
 
{

    
CoffeeShop
 
shop
 
=
 
new
 
CoffeeShop
();

    
shop
.
takeOrder
(
"Cappuccino"
,
 
2
);

    
shop
.
takeOrder
(
"Frappe"
,
 
1
);

    
shop
.
takeOrder
(
"Espresso"
,
 
1
);

    
shop
.
takeOrder
(
"Frappe"
,
 
897
);

    
shop
.
takeOrder
(
"Cappuccino"
,
 
97
);

    
shop
.
takeOrder
(
"Frappe"
,
 
3
);

    
shop
.
takeOrder
(
"Espresso"
,
 
3
);

    
shop
.
takeOrder
(
"Cappuccino"
,
 
3
);

    
shop
.
takeOrder
(
"Espresso"
,
 
96
);

    
shop
.
takeOrder
(
"Frappe"
,
 
552
);

    
shop
.
takeOrder
(
"Cappuccino"
,
 
121
);

    
shop
.
takeOrder
(
"Espresso"
,
 
121
);

    
shop
.
service
();

    
System
.
out
.
println
(
shop
.
report
());

  
}

}

```

## Ruby példa
```
# Flyweight Object

class
 
Lamp

  
attr_reader
 
:color

  
#attr_reader makes color attribute available outside 

  
#of the class by calling .color on a Lamp instance

  
def
 
initialize
(
color
)

    
@color
 
=
 
color

  
end

end

class
 
TreeBranch

  
def
 
initialize
(
branch_number
)

    
@branch_number
 
=
 
branch_number

  
end

  
def
 
hang
(
lamp
)

    
puts
 
"Hang 
#{
lamp
.
color
}
 lamp on branch 
#{
@branch_number
}
"

  
end

end

# Flyweight Factory

class
 
LampFactory

  
def
 
initialize

    
@lamps
 
=
 
{}

  
end

  
def
 
find_lamp
(
color
)

    
if
 
@lamps
.
has_key?
(
color
)

      
# if the lamp already exists, reference it instead of creating a new one

      
lamp
 
=
 
@lamps
[
color
]

    
else

      
lamp
 
=
 
Lamp
.
new
(
color
)

      
@lamps
[
color
]
 
=
 
lamp

    
end

    
lamp

  
end

  
def
 
total_number_of_lamps_made

    
@lamps
.
size

  
end

end

class
 
ChristmasTree

  
def
 
initialize

    
@lamp_factory
 
=
 
LampFactory
.
new

    
@lamps_hung
 
=
 
0

    
dress_up_the_tree

  
end

  
def
 
hang_lamp
(
color
,
 
branch_number
)

    
TreeBranch
.
new
(
branch_number
)
.
hang
(
@lamp_factory
.
find_lamp
(
color
))

    
@lamps_hung
 
+=
 
1

  
end

  
def
 
dress_up_the_tree

    
hang_lamp
(
'red'
,
 
1
)

    
hang_lamp
(
'blue'
,
 
1
)

    
hang_lamp
(
'yellow'
,
 
1
)

    
hang_lamp
(
'red'
,
 
2
)

    
hang_lamp
(
'blue'
,
 
2
)

    
hang_lamp
(
'yellow'
,
 
2
)

    
hang_lamp
(
'red'
,
 
3
)

    
hang_lamp
(
'blue'
,
 
3
)

    
hang_lamp
(
'yellow'
,
 
3
)

    
hang_lamp
(
'red'
,
 
4
)

    
hang_lamp
(
'blue'
,
 
4
)

    
hang_lamp
(
'yellow'
,
 
4
)

    
hang_lamp
(
'red'
,
 
5
)

    
hang_lamp
(
'blue'
,
 
5
)

    
hang_lamp
(
'yellow'
,
 
5
)

    
hang_lamp
(
'red'
,
 
6
)

    
hang_lamp
(
'blue'
,
 
6
)

    
hang_lamp
(
'yellow'
,
 
6
)

    
hang_lamp
(
'red'
,
 
7
)

    
hang_lamp
(
'blue'
,
 
7
)

    
hang_lamp
(
'yellow'
,
 
7
)

    
puts
 
"Made 
#{
@lamp_factory
.
total_number_of_lamps_made
}
 total lamps"

  
end

end

```

## Fordítás
Ez a szócikk részben vagy egészben  a   Flyweight pattern című angol Wikipédia-szócikk ezen változatának fordításán alapul.  Az eredeti cikk szerkesztőit annak laptörténete sorolja fel. Ez a jelzés csupán a megfogalmazás eredetét és a szerzői jogokat jelzi, nem szolgál a cikkben szereplő információk forrásmegjelöléseként.